# Gornja Jurkovica
Gornja Jurkovica (cyr. Горња Јурковица) – wieś w Bośni i Hercegowinie, w Republice Serbskiej, w gminie Gradiška. W 2013 roku liczyła 167 mieszkańców.